# 安平海洋之丘
安平海洋之丘是位於臺南市安平港水岸複合觀光遊憩B區的大型開發案，由三地集團旗下南仁湖育樂取得50年的地上權，與安平亞果遊艇碼頭比鄰而居。全區陸域面積13.48公頃、水域面積2.83公頃，共16.31公頃。2021年7月16日經過兩階段評選，由南仁湖育樂獲選最優投資人，2021年9月17日完成簽約。未來全區由生態學苑、幸福廣場、荷蘭城文創小鎮、海洋之丘影城商場、MICE會展型酒店、Workation酒店式公寓所組成，分五期開發，預計2031年完成。

## 設施

### 海洋綠洲商場
綠洲商場將為樓地板面積29180坪的商場，樓高7層、62個商戶，將由橙田
建築室研所得羅耕甫設計師操刀。

### 公寓式酒店
本開發案的第二、三期都為公寓式酒店，將分別於3718坪和3532坪的土地上，興建322戶的公寓式酒店。

### 公寓式酒店和水岸渡假酒店
第一期的「海洋綠洲商場」土地面積約 1 萬 1881 坪，將興建 29180 坪的商場，目前已洽妥多家國內外知名連鎖餐飲、娛樂業者進駐，7 層樓高、62 戶的「海洋綠洲商場」，是由國內知名的橙田建築室研所主持設計師羅耕甫 操刀。